# (4272) Entsuji
(4272) Entsuji ist ein Hauptgürtelasteroid, der am 12. März 1977 von Hiroki Kōsai und Kiichirō Furukawa vom Kiso-Observatorium aus entdeckt wurde.
Der Asteroid wurde nach dem Tempel Entsu-ji benannt.